# Gao Gang
Gao Gang (高岗S, Kao KangW; Distretto di Hengshan, 25 ottobre 1905 – Pechino, 17 agosto 1954) è stato un politico e generale cinese, un dirigente del Partito Comunista Cinese (PCC) durante la guerra civile cinese e nei primi anni della Repubblica Popolare Cinese (RPC), prima di diventare vittima della prima grande purga all'interno del PCC da prima del 1949.
Gli eventi che circondano la purga di Gao, il cosiddetto "caso Gao Gang", sono ancora oggetto di dibattito: sull'argomento è stata condotta una quantità limitata di ricerche, in parte a causa della quantità relativamente piccola di informazioni disponibili.
Con la fiducia di Mao Zedong, Gao fu promosso in modo spettacolare negli ultimi anni della guerra civile per diventare il capo militare del partito in Manciuria, l'area chiave nel Nordest della Cina. Nel 1952 gli fu ordinato di andare a Pechino per diventare capo della Commissione statale di pianificazione (SPC), dove in seguito tentò una sfida di leadership contro Liu Shaoqi e Zhou Enlai. Il suo tentativo fallì e si suicidò nell'agosto del 1954.

## Biografia
Nato nella provincia rurale dello Shaanxi nel 1905, Gao Gang si unì al PCC nel 1926 e guidò lì una base di guerriglia rivoluzionaria durante la guerra civile cinese. Era di origine contadina con un basso livello di istruzione: si dice che non fosse stato molto alfabetizzato. Tra i suoi colleghi di partito, guadagnò la reputazione di avere grande sicurezza e ambizione e di essere un noto donnaiolo.

### Attività di guerriglia nello Shaanxi
Quando il suo amico dai tempi della scuola media Liu Zhidan guidò un'insurrezione fallita nel 1928, Gao lo raggiunse nel remoto nord-ovest dello Shaanxi, dove insieme costruirono una base di guerriglia. La morte dei comandanti locali della guerriglia nella regione nord-occidentale distinse Gao come simbolo della base rivoluzionaria. Gao incontrò Mao Zedong nel 1935 quando la Lunga marcia si concluse proprio nello Shaanxi. I due svilupparono uno stretto rapporto basato sull'amicizia personale e sul loro accordo sulle questioni ideologiche del marxismo-leninismo. Gao trascorse molti anni durante la guerra civile cinese coordinando le attività del partito e divenne uno dei massimi comandanti della regione.

### Cina nord-orientale
Nel 1945 Gao entrò nell'Ufficio politico, e fu trasferito insieme a Lin Biao nella Cina nord-orientale (Dongbei), diventando capo locale del partito e dell'apparato statale e militare. Nel 1947 Gao era il dirigente più importante della regione. Dopo la fondazione della Repubblica Popolare Cinese nel 1949, divenne uno dei sei presidenti del Consiglio di Stato, sotto Mao Zedong.
L'influenza della vicina Unione Sovietica fece sì che le idee sovietiche di organizzazione industriale e pianificazione economica fossero importanti e Gao sostenne fortemente questi metodi quando l'area divenne il centro dell'industria pesante cinese. A causa del suo progresso economico, la regione nord-orientale veniva spesso utilizzata per testare nuove politiche comuniste, cosa che aumentava sia il prestigio della regione sia quello di Gao stesso. Gao ricevette anche una significativa copertura propagandistica, poiché operai e contadini furono incoraggiati a rispondere al suo "appello" di aumentare la produzione industriale; furono pubblicate anche lettere personali a suo sostegno e auguri alla sua salute.
Nel luglio 1950, poco dopo lo scoppio della guerra di Corea, Gao fu posto al comando delle "Guardie di frontiera settentrionale", composte da 260 000 uomini, di stanza lungo il confine con la Corea del Nord. Gao fu quindi ritenuto responsabile della preparazione delle sue forze per la possibilità della partecipazione della Cina alla guerra. Quando alla fine la Cina entrò nella guerra di Corea nel novembre 1950, le forze cinesi furono comandate da Peng Dehuai.

### Pechino
Gao Gang fu trasferito a Pechino nel 1952 per assumere la carica di presidente della Commissione statale di pianificazione (SPC). Ciò lo rese principalmente responsabile dell'attuazione del primo piano quinquennale, che era la politica nazionale che introduceva la pianificazione economica sovietica nella Repubblica Popolare Cinese. Gao fu anche confermato membro dell'Ufficio politico, vicepresidente del Consiglio centrale del governo popolare e vicepresidente del Consiglio militare rivoluzionario popolare. Questi erano posti chiave, in particolare il suo controllo della Commissione in un momento in cui le relazioni sino-sovietiche erano molto importanti, e Gao era visto sia da Mao che da altri membri anziani del partito come un membro dell'Ufficio politico molto capace. Tuttavia, ci sono alcune prove che Gao fosse riluttante a lasciare la sua base di potere nel Nordest e trasferirsi a Pechino.
Sebbene il trasferimento di Gao a Pechino lo rendesse più controllabile dal centro del partito, lo motivò a ottenere un maggiore avanzamento all'interno della gerarchia dello stesso. Si considerava il secondo dirigente più importante della Cina, secondo solo a Mao. Dopo la sua nomina a Pechino, fu apertamente in disaccordo con la nomina dei dirigenti del partito, piuttosto che dei capi militari, ad alte posizioni governative. Nel 1952 e nel 1953 vi furono diversi importanti cambiamenti nella struttura amministrativa centrale. Peng Dehuai fu richiamato dalla Corea e nominato responsabile della Commissione militare centrale, un posto che era stato precedentemente ricoperto da Zhou Enlai. Dopo aver trasferito le sue responsabilità militari a Peng, Zhou concentrò i suoi sforzi sull'elaborazione del primo piano quinquennale della Cina, con la partecipazione dell'Unione Sovietica. Mao dichiarò di non essere soddisfatto della prestazione di Zhou; e, tra la fine del 1952 e la fine del 1953, Mao iniziò un importante rimpasto della gerarchia del governo centrale. Anche numerosi comandanti regionali, tra cui Gao Gang, Deng Xiaoping e Rao Shushi, furono trasferiti a Pechino per assumere le responsabilità di Zhou. Sebbene tecnicamente mantenesse la posizione di terzo uomo più importante nella gerarchia ufficiale (dopo Mao Zedong e Liu Shaoqi), la posizione di Zhou fu considerevolmente indebolita.

### Il "caso Gao Gang"
Il cosiddetto "caso Gao Gang" fu il tentativo di Gao Gang di rimuovere Liu Shaoqi e Zhou Enlai dai loro posti chiave nel governo e di cercare di aumentare la propria posizione personale all'interno del partito. Gao pensava di avere l'approvazione di Mao Zedong per una tale mossa e iniziò ad avvicinarsi ai dirigenti anziani per chiedere sostegno nell'estate del 1953. Le sue attività furono rivelate a Mao da Chen Yun e Deng Xiaoping e il presidente informò Gao che le sue azioni erano fuori luogo. Furono quindi compiuti sforzi per affrontare il rischio per l'unità del partito, messa in discussione dai tentativi di Gao. Sotto notevole pressione, Gao si tolse la vita nell'agosto del 1954.

#### Discussioni preliminari con i dirigenti del partito
Mao ebbe una serie di conversazioni private con Gao alla fine del 1952 o all'inizio del 1953, in cui si ritiene che abbia espresso un certo grado di insoddisfazione per Liu e Zhou, apparentemente osservando che erano troppo cauti nel loro atteggiamento nei confronti del ritmo della trasformazione socialista in Cina. I dettagli di ciò che Mao effettivamente disse a Gao non sono ancora chiari. Sebbene non possiamo conoscere le sue intenzioni, sia che approvasse qualsiasi azione nei confronti di Liu e Zhou o che semplicemente esprimesse le sue frustrazioni a un amico in privato, ciò che è significativo è che Gao interpretò le parole di Mao come un consenso ad un'azione contro questi due dirigenti anziani.
In seguito, Gao si avvicinò ai membri anziani del partito ed espresse le sue opinioni su Liu e Zhou, sottolineando che avesse l'approvazione di Mao. Rao Shushi, una figura militare che aveva la sua base di potere nella Cina orientale ed era capo del Dipartimento di Organizzazione del Partito Comunista Cinese, diede il suo sostegno a Gao. Immediatamente dopo il suo incontro con Rao, Gao visitò le province meridionali e orientali per discutere le sue opinioni con altri capi militari, principalmente Lin Biao, Peng Dehuai e Zhu De.
Gao si avvicinò alla figura chiave di Lin Biao; sebbene Lin non dette alcun supporto pratico, il suo accordo con le opinioni di Gao probabilmente influenzò Gao a continuare a cercare sostegno. Anche Peng Dehuai, che era noto per avere una certa antipatia nei confronti del bersaglio principale di Gao, Liu Shaoqi, espresse un certo sostegno, ma come Lin non fece nulla in particolare per aiutare Gao. Quando Gao si avvicinò alla figura militare chiave Luo Ronghuan, Luo chiese di conoscere i pensieri esatti di Mao. Dubitava che Mao avesse effettivamente approvato tali suggerimenti e disse a Gao che la loro discussione su una questione di tale importanza era inappropriata.

#### Reazione negativa del partito e morte
Quando Gao espresse i suoi pensieri a Li Xiannian, Chen Yun e Deng Xiaoping, tutti erano preoccupati che i suoi tentativi rappresentassero una chiara minaccia per l'unità del partito. Chen e Li informarono prima Zhou Enlai delle attività di Gao e poi parlarono con Mao. Deng parlò direttamente a Mao dell'approccio di Gao. In una riunione dell'Ufficio politico il 24 dicembre 1953, Mao affrontò Gao e gli diede un serio avvertimento che le sue attività costituivano una grave minaccia per l'unità del partito. Alla conferenza, la posizione di Mao era chiara: condannò Gao per aver formato "un'alleanza antipartito".
Ciò segnò effettivamente la fine dei tentativi di Gao di far avanzare la sua posizione, poiché si rese conto di non avere in effetti il supporto di Mao. Mao quindi affidò a Liu Shaoqi, uno degli obiettivi del breve tentativo di Gao di guadagnare potere, l'organizzazione di un plenum nel febbraio del 1954 che si sarebbe concentrato sull'unità del partito. La reazione di Mao fu vista sia come un segnale della sua mancanza di tolleranza per coloro che cercavano di minacciare l'integrità del PCC, sia come un appoggio pubblico a Liu.
Durante gli incontri di febbraio, Zhou Enlai mosse diverse accuse contro Gao Gang. Zhou accusò Gao di aver istituito un "regno indipendente", un riferimento alla base di potere di Gao nel nord-est; e in secondo luogo di aver "mescolato giusto e sbagliato nelle relazioni sovietiche", un accenno ai presunti stretti legami di Gao con l'URSS; e infine di "aver inventato le parole del compagno Mao Zedong", poiché Gao aveva detto ad altri che i suoi piani avevano il sostegno di Mao. Zhou contraddisse pubblicamente la convinzione di Gao che i militari dovrebbero svolgere un ruolo preminente nella politica cinese, deplorò i tentativi di Gao di diffondere "voci" su Liu e altri dirigenti e concluse che l'intenzione di Gao era di seminare discordia e usurpare il potere all'interno del partito e dello Stato. Zhou condannò anche lo stile di vita dissoluto di Gao.
Apparentemente sconvolto, Gao fece diversi tentativi di parlare con Mao ma gli fu rifiutato un'udienza con il presidente. È possibile che Mao abbia evitato di affrontare Gao a causa dei colloqui segreti tra i due uomini che avevano spinto Gao a tentare di far avanzare la propria posizione. Gao cercò di spararsi durante gli incontri di febbraio e riuscì ad avvelenarsi nell'agosto del 1954. Dopo il suo suicidio, nel 1955, Gao fu espulso formalmente dal partito. Anche l'alleato di Gao, Rao, fu espulso dal partito e fu imprigionato fino alla sua morte nel 1975. La morte di Gao non solo portò alla chiusura immediata del caso, ma assicurò che fosse debitamente ricordato in modo disonorevole come traditore del partito.

#### Conclusioni
L'ipotesi di Gao secondo cui Mao avrebbe sostenuto l'eliminazione di Zhou e Liu, nonostante l'insoddisfazione di Mao nei loro confronti, era errata. All'epoca, Mao era ancora relativamente tollerante con le opinioni diverse, ma era fiducioso che sia Liu che Zhou avrebbero allineato le loro opinioni con lui se pressati. Mao era soddisfatto della "unità" raggiunta dal Movimento di rettifica di Yan'an e non aveva intenzione di alterare la struttura di base del partito che era stata istituita al Congresso del 1945. Mao non era d'accordo con l'opinione di Gao sul suo ruolo nella rivoluzione (che Mao pensava fosse gonfiata), e credeva chiaramente che il partito dovesse mantenere un chiaro comando sullo Stato e sui militari. Se le opinioni di Gao sull'importanza dell'esercito nella rivoluzione fossero state prevalenti, avrebbero contraddetto l'interpretazione di Mao sulla storia del Partito Comunista e avrebbero minacciato la posizione preminente di comando di Mao.
Il "caso Gao Gang" mostrò il vero rischio di divisioni all'interno del PCC durante i primi anni della Repubblica Popolare, un periodo che è spesso visto come un'era di unità del partito. Cercando di sfruttare i rancori sostenuti da alcuni dirigenti contro altri, Gao riuscì ad attirare gli interessi di diversi quadri importanti, anche se nessuno di loro lo appoggiò veramente. Il "caso Gao Gang" può essere semplicemente visto come un tentativo di colpo di Stato nato morto all'interno dell'Ufficio politico, ma il suo significato non è che non sia riuscito ad avere successo o addirittura a raccogliere il sostegno di base. Piuttosto, ha dimostrato che esisteva la possibilità di lotte di potere all'interno del partito che avrebbero potuto comportare il prendere di mira membri molto anziani. A seguito del "caso Gao Gang" ci furono richieste di una maggiore unità del partito e vi fu un aumento della centralizzazione con l'abolizione delle vecchie amministrazioni regionali con i loro organi di partito e militari, un cambiamento programmato da tempo ma che senza dubbio fu stimolato dai tentativi di Gao di usare il suo potere regionale per guadagnare potere al centro.
Un altro fattore spesso esplorato, e probabilmente di grande importanza all'epoca, è il legame con l'Unione Sovietica. Il tentativo di Gao di prendere il potere non fu certamente visto come una mossa appoggiata dai sovietici contro i comunisti cinesi, ma è certo che i legami di Gao con i sovietici resero la gente sospettosa nei suoi confronti. Sebbene le relazioni sino-sovietiche fossero strette ma tese, poiché il partito approvava i metodi sovietici di pianificazione economica ma voleva assicurarsi che i sovietici non acquisissero una maggiore influenza sulla Cina, l'impressione (per quanto lieve) che i tentativi di Gao di prendere il potere avrebbero potuto avere i collegamenti alla sua amicizia con i sovietici sarebbero stati visti con allarme. Ciò può essere visto nei commenti pubblici di Zhou Enlai contro Gao negli incontri di discussione del febbraio 1954 in cui lo accusò di aver "mescolato giusto e sbagliato nelle relazioni sovietiche". Secondo il resoconto fornito da Nikita Chruščëv nelle sue memorie, Gao era la principale fonte di informazioni della dirigenza sovietica sull'"umore nel partito cinese" e Stalin, apparentemente spinto dal desiderio di conquistare la fiducia di Mao, consegnò a Mao alcuni dei dispacci diplomatici provenienti dall'ambasciatore sovietico Aleksandr Panjuškin. Secondo Chruščëv, il "tradimento" di Stalin fu la chiave per il successivo destino di Gao Gang.
Forse ancora più significativo è il modo in cui il caso mostra il potere e la manipolazione dominanti di Mao Zedong, in un periodo in cui, come spesso si presume, l'impegno di Mao nei confronti del centralismo democratico era al massimo. Furono i commenti di Mao che influenzarono Gao e lo portarono a credere che, anche se stava andando contro il partito e gli alti dirigenti, le sue azioni erano giustificate perché aveva il sostegno del presidente. Dirigenti di alto livello come Lin Biao e Peng Dehuai espressero il loro sostegno (dichiaratamente limitato) solo perché pensavano che Gao avesse l'approvazione di Mao. L'intera trama (se davvero possiamo chiamarla così) fu conclusa in un colpo solo da Mao, che aveva bisogno solo di esprimere i suoi veri pensieri in una riunione dell'Ufficio politico per fermare le attività di Gao e far ammettere ad altri dirigenti i loro errori. Il ruolo di Mao in tutta la faccenda può essere considerato davvero molto importante.